# Finger Hill Island
Finger Hill Island är en ö i Kanada.   Den ligger i provinsen Newfoundland och Labrador, i den östra delen av landet, 1 700 km nordost om huvudstaden Ottawa. Arean är 18,1 kvadratkilometer.
Terrängen på Finger Hill Island är kuperad. Öns högsta punkt är 770 meter över havet. Den sträcker sig 7,2 kilometer i nord-sydlig riktning, och 5,7 kilometer i öst-västlig riktning.
Trakten runt Finger Hill Island är nära nog obefolkad, med mindre än två invånare per kvadratkilometer.